# Madeleine Zimmer
Pour les articles homonymes, voir Zimmer.
Madeleine Zimmer est une joueuse américaine de hockey sur gazon. Elle évolue au poste de milieu de terrain / attaquante au Alley Cats et avec l'équipe nationale américaine.

## Biographie
- Naissance le 28 septembre 2001 à Owatonna[3].
- Élève à l'Université Northwestern[4],[5].

## Carrière
Elle a fait ses débuts avec l'équipe première le 27 septembre 2019 lors d'un match amical face au Canada à Lancaster.

## Palmarès
- : 3e à la Coupe d'Amérique U21 2021.